# Von Grooth
von Grooth, adelsfamilj med såväl adlig som friherrlig gren. Släkten härstammar från guldsmeden och kunglige myntmästaren Anton Antonilson Grooth, vars son Anton adlades von Grooth.